# Calycanthus occidentalis
Calycanthus occidentalis là một loài thực vật có hoa trong họ Calycanthaceae. Loài này được Hook. & Arn. miêu tả khoa học đầu tiên năm 1839.